# Novooleksiivka, Vradiivka
Novooleksiivka (în ucraineană Новоолексіївка) este un sat în comuna Velîkovesele din raionul Vradiivka, regiunea Mîkolaiiv, Ucraina.

## Demografie
Componența lingvistică a localității Novooleksiivka
     Ucraineană (92,04%)
     Română (7,08%)
     Alte limbi (0,88%)
Conform recensământului din 2001, majoritatea populației localității Novooleksiivka era vorbitoare de ucraineană (92,04%), existând în minoritate și vorbitori de română (7,08%).